# Juozas Petras Kazickas
Juozas Petras Kazickas (* 16. April 1918 in Tschjornaja Padina, Gouvernement Saratow, Russland; † 10. Juli 2014 in den Vereinigten Staaten) war ein litauischer Unternehmer, Unternehmensberater, self-made-Milliardär, Philanthrop und Mäzen.

## Ausbildung und Emigration
1937 absolvierte Juozas Kazickas die Petras-Vileišis-Handelsschule in Pasvalys und studierte danach Wirtschaft an der Universität Vilnius, wo er auch seine Frau Aleksandra kennenlernte. 1942 beendete er das Studium und ging in die Wirtschaft. 1944 emigrierte er nach Deutschland, danach in die USA. 1951 promovierte Juozas Kazickas an der Yale University. Er war wissenschaftlich tätig, beriet Unternehmen und engagierte sich in den Tätigkeiten der litauischen Emigrantenorganisationen. Später stieg er in den Handel mit Erdöl und Bodenschätzen ein. Nach Jahren der Emigration kehrte er zurück nach Litauen und begann eine rege Geschäftstätigkeit.

## Tätigkeit in Litauen
1991 gründete Kazickas das Unternehmen Litcom (jetzt Omnitel), das in Litauen über 1 Mrd. LTL investierte. Beim späteren Verkauf an die skandinavische TeliaSonera verdiente Kazickas etwa 0,5 Mrd. USD.
Kazickas beriet mehrere amerikanische Konzerne wie Philip Morris, Coca-Cola, Motorola, die in Litauen Fuß fassen wollten, darunter auch den skandalumwitterteten Investor Williams, der nach einigen Jahren Geschäftstätigkeit in die USA zurückkehrte. Allein Philip Morris schätzte den Wert der Beratungshilfe von Kazickas auf 250.000 USD ein. (Obwohl es tatsächlich keinen Beratungsvertrag gab).
Das Vermögen von Kazickas betrug 2006 nach Angaben der Zeitschrift „Veidas“ über 1 Mrd. LTL. Eine von Kazickas ins Leben gerufene Stiftung, die Dr. Juozo P. Kazicko fondas, unterstützte das Programm „Schule für informative Gesellschaft“, Litauische Olympische Bewegung, das Nationale Komitee und litauische Olympiateilnehmer. 2000 unterstützte Kazickas die Renovierung des Weges nach Golgota in Jerusalem. Im gleichen Jahr wurde er Laureat der Verslo šlovės galerija (Galerie der litauischen Wirtschaft).

## Auszeichnungen
- Medaille des litauischen Großfürsten Gediminas (1937)
- Šaulių Sąjungos ordinas (1973)
- Sausio 13-osios atminimo medalis (1992)
- Orden des litauischen Großfürsten Gediminas III. Klasse (1995)
- Ellis Island (JAV) Ehrenmedaille (1996)
- Orden des litauischen Großfürsten Gediminas I. Klasse (1998)
- Ehrendoktor (doctor honoris causa) Technische Universität Kaunas
- Orden für Verdienste um Litauen (2008)